# Groapa cu Pini
Groapa cu Pini este o arie protejată de interes național ce corespunde categoriei a IV-a IUCN (rezervație naturală de tip paleontologic și peisagistic) situată în județul Vrancea, pe teritoriul administrativ al comunei Tulnici.

## Localizare
Aria naturală cu o suprafață de 11,10 hectare se află în Munții Vrancei, în partea nord-vestică a județului Vrancea și cea sud-vestică a satului Coza, în bazinul superior (versantul drept) al văii Coza și este inclusă în Parcul Natural Putna - Vrancea.  

## Descriere
Rezervația naturală a fost declarată arie protejată prin Legea Nr.5 din 6 martie 2000 (privind aprobarea Planului de amenajare a teritoriului național - Secțiunea a III-a - zone protejate) și reprezintă un afloriment (un abrupt în versantul drept al râului Coza), unde în stratele de rocă sedimentară sunt semnalate depozite de faună fosilă.